# Maracandula apicalis
Maracandula apicalis is een insect uit de familie van de mierenleeuwen (Myrmeleontidae), die tot de orde netvleugeligen (Neuroptera) behoort. 
Maracandula apicalis is voor het eerst wetenschappelijk beschreven door Banks in 1901.